# Nemoura undulata
Nemoura undulata är en bäcksländeart som beskrevs av Friedrich Ris 1902. Nemoura undulata ingår i släktet Nemoura och familjen kryssbäcksländor. Inga underarter finns listade i Catalogue of Life.